# Giebułtów (Basse-Silésie)
Pour les articles homonymes, voir Giebułtów.
Giebułtów est une localité polonaise de la gmina de Mirsk, située dans le powiat de Lwówek Śląski en voïvodie de Basse-Silésie.